# Kyviškės

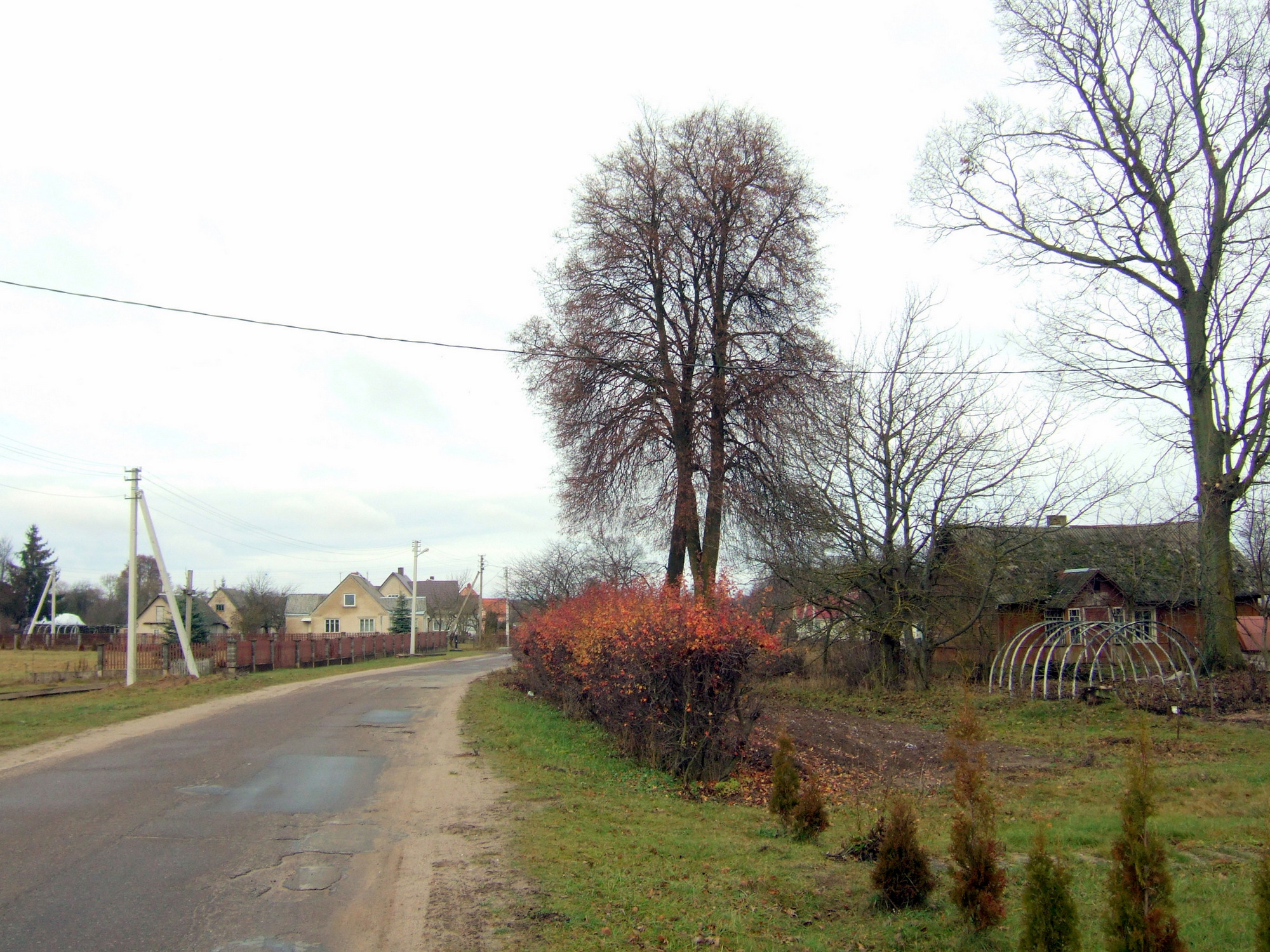
Kyviškės

Kyviškės ist ein Dorf in der Rajongemeinde Vilnius in Litauen. Das 336 Einwohner (Stand: 2011) zählende Dorf liegt östlich von Vilnius. Zu Kyviškės gehört der Gemeindeteil Dobromislė.

## Lage
Kyviškės liegt etwa 15 Kilometer östlich des Stadtzentrums von Vilnius. Umliegende Dörfer sind Viktariškės im Norden, Skaisteriai und Sadūniškės im Osten, Dvarykščiai im Süden sowie Juodalaukis und Karklėnai im Westen. Durch den Ort fließt die Kyvė.
Südlich von Kyviškės verläuft die Krašto kelias 101 von Vilnius zur Grenze mit Belarus. Außerdem liegt das Dorf an der Bahnstrecke Vilnius–Minsk.

## Geschichte
Kyviškės wurde 1798 erstmals erwähnt. Seit 1939 gibt es im Gemeindeteil Dobromislė die Vilniaus rajono Kyviškių pagrindinė-Grundschule, an der heute etwa 120 Schüler unterrichtet werden. Während der Zeit der Sowjetunion wurde in Kyviškės ein landwirtschaftliches Zwangskollektiv gebildet, das bis zum Zerfall der Sowjetunion 1992 bestand.

### Flugplatz
1947 wurde östlich des Dorfes ein Flugplatz erbaut. Heute wird der Flugplatz als Ausbildungsplatz der litauischen Armee genutzt. Am 16. Juni 2016 kam es an dem Flugplatz zu einem Zwischenfall, als ein Leichtflugzeug, offenbar beim Ausführen von Tricks, abstürzte und in Flammen aufging. Der Pilot wurde bei dem Absturz getötet.

### Administrative Zugehörigkeit
Von 1950 bis 1995 lag Kyviškės im Bezirk Grigaičiai in der Rajongemeinde Vilnius. Seither ist das Dorf Teil der Gemeinde Šatrininkai in der Rajongemeinde Vilnius.

## Nachweise
1. ↑  Visuotinė lietuvių enciklopedija. Mokslo ir enciklopedijų leidykla, Vilnius: Litauische Akademie der Wissenschaften 2006, S. 190.
2. ↑  Kyviškių aerodrome nukritus lėktuvui žuvo Nacionalinio aeroklubo vadovas Šarūnas Staniulis. In: 15min.lt. 16. Juni 2016, abgerufen am 20. August 2017.